# Plates-bandes
Plates-bandes est un pamphlet de Jean-Christophe Menu publié par L'Association en 2005 dans la collection « Éprouvette ». Dressant l'évolution du milieu éditorial de la bande dessinée francophone depuis la fin des années 1980, cet ouvrage est une critique féroce de l'attitude des grands éditeurs. Menu les accuse en effet de piller les méthodes éditoriales comme les auteurs des maisons d'éditions alternatives, L'Association en tête, et ainsi de mettre en danger leur survie, tout en ne respectant pas les auteurs, particulièrement dans le cas des traductions. Il critique également vertement des auteurs comme Craig Thompson ou Manu Larcenet, qu'il accuse de plagier en les affadissant d'autres auteurs plus exigeants comme Blutch ou Winshluss.
Très vindicatif, l'ouvrage a suscité de nombreux débats lors de sa parution. Il a joué un rôle important dans la radicalisation de L'Association, alors tenue étroitement par Menu, laquelle a conduit au départ de David B. au printemps 2005, puis après quelques mois de crise à ceux de Lewis Trondheim, Killoffer, Stanislas et Joann Sfar.

## Documentation
- Big Ben, « La Guerre des bandes n'aura pas lieu », dans Comix Club n°3, janvier 2006, p. 7-11.
- Évariste Blanchet, « Les Pieds dans le plat », dans Bananas n°1, printemps 2006, p. 63-66.
- Jean-Philippe Martin, « Association & Cie », dans Comix Club n°3, janvier 2006, p. 12-16.